# Lohbergtunnel (Schnellfahrstrecke Hannover–Würzburg)
Der Lohbergtunnel ist ein 1072 m langer Eisenbahntunnel der Schnellfahrstrecke Hannover–Würzburg in der Nähe von Kassel.
In der Planungs- und Bauphase war der Tunnel mit einer Länge von 563 m geplant gewesen. Der in offener Bauweise als Rahmen erstellte Teil des unmittelbar südlich angrenzenden Kreuzungsbauwerks Kahnwiese wurde später dem Tunnel zugeschlagen.

## Verlauf
Über den Tunnel erreicht die aus Richtung Göttingen kommende Neubaustrecke Ihringshausen. Die zunächst gerade Trasse geht dabei Richtung Kassel in eine Rechtskurve in westlicher Richtung über.
Im geschlossenen Teil des Kreuzungsbauwerks überquert das südliche Gleis der Bestandsstrecke in einem spitzen Winkel die Gleise der Neubaustrecke. Die beiden Gleise der Bestandsstrecke verlaufen dabei am nordöstlichen Ende des Bauwerks parallel zueinander auf der Westseite in Hochlage, während östlich davon die beiden Neubaustreckengleise in Tieflage liegen. Am Ende des geschlossenen Teils des Kreuzungsbauwerks, das heute Teil des Lohbergtunnels ist, schließt sich das Trogbauwerk des Kreuzungsbauwerks Kahnwiese an.
Bei 51° 20′ 56,2″ N, 9° 32′ 4,2″ O führt ein Notausgang aus dem Tunnel zu einer benachbarten Straße.
Auf den Lohbergtunnel folgt nördlich, nach einem kurzen Abschnitt, die Fuldatalbrücke Kragenhof. Westlich folgt nach neun Kilometern der Bahnhof Kassel-Wilhelmshöhe.
Das Bauwerk liegt zwischen den Streckenkilometern 134,2 und 135,3. Im Nordteil (bis km 134,4) liegt die zulässige Höchstgeschwindigkeit bei 160 km/h, im übrigen Teil bei 140 km/h.

## Geschichte

### Planung
Das Bauwerk war Teil des Planungsabschnitts 11 im Mittelabschnitt der Neubaustrecke.
1984 war das Bauwerk noch mit einer Länge von 563 m geplant.

### Bau
Der Baubeginn am Lohbergtunnel wurde im Oktober 1984 gefeiert. Die Auftragssumme für den Tunnel lag bei 18,1 Millionen D-Mark.
Der zwischen 5 und 22 m überdeckte Tunnel sollte zu 352 m in Neuer Österreichischer Tunnelbauweise (vom Nordportal kommend) entstehen. Die übrigen 210 m (Richtung Südwesten) sollten in Offener Bauweise erstellt werden. An diesen in offener Bauweise erstellten Tunnel schließt sich unmittelbar das Rahmenbauwerk des Kreuzungsbauwerk Kahnwiese an. Der Tunnel durchörtert mittleren Buntsandstein, der von Hangschuttmassen und Lößlehm überlagert wird. Nach Abschluss der Bauarbeiten wurde der Tunnel im Südwesten mit einem Meter und im Nordosten etwa 20 m überschüttet.
Im Zuge der Baumaßnahmen wurden 107.000 m³ Erde bewegt, davon 50.000 m³ Ausbruch aus dem Tunnel und 54.000 m³ für den Voreinschnitt. Im Gegenzug wurden 6.000 m³ Spritzbeton, 34.000 laufende Meter Anker, 18.000 m³ Ortbeton und 1.200 t Baustahl eingebracht.
Im April 1985 folgte der Baubeginn für das Kreuzungsbauwerk Kahnwiese. Das 950 m lange Bauwerk setzt sich zusammen aus geschlossenem Rahmen mit 55 Blöcken (484 m) und einem  U-förmigen Trogbauwerk mit 53 Blöcken (466 m). Der Rahmen weist eine lichte Breite von 12,30 m und eine Höhe von 6,90 m über Schienenoberkante auf.
Der Aushub aus dem 950 m langen Kreuzungsbauwerk (110.000 m³) wurde größtenteils für Lärmschutzwälle entlang der Strecke verwendet. Die Auftragssumme lag bei ca. 28 Millionen DM. Die im Bereich des Kreuzungsbauwerks angetroffenen tonigen Schluffe galten als ausgesprochen schlechter Baugrund, da sie Wasser nur sehr langsam abgeben und sich langfristig setzen. Die stellenweise angetroffenen Schichten von Gips und Braunkohle erwiesen sich als noch schwierigerer Baugrund. Das Bauwerk wurde daher auf nahezu seiner gesamten Länge auf 760 Ortbeton-Großbohrpfähle von 8343 m Gesamtlänge gegründet.

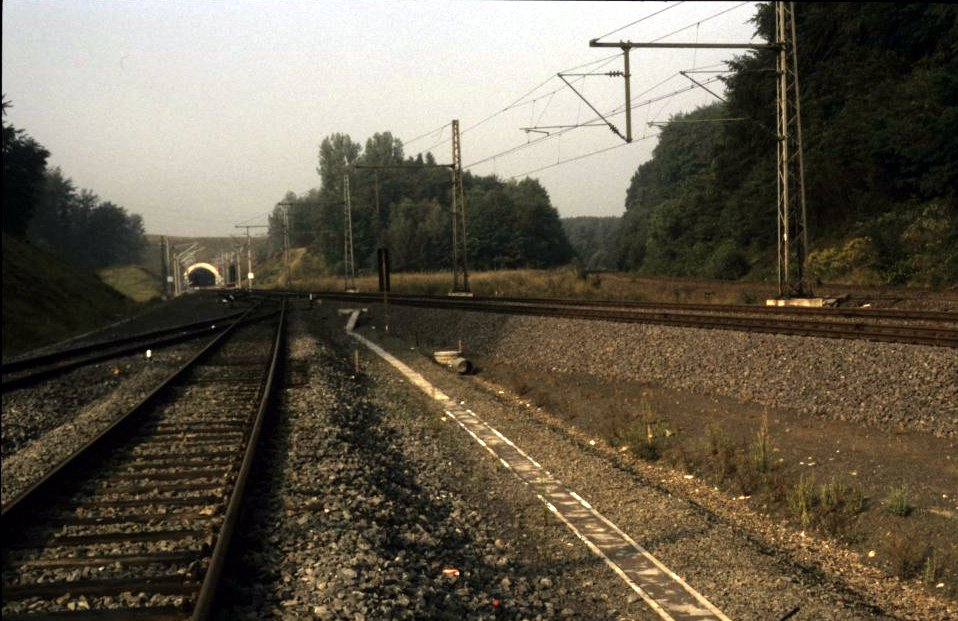
Blick auf das Nordportal des Lohbergtunnels (ca. 1989). Die Gleise der Bestandsstrecke (rechts) wurden hier vorübergehend mit den Baugleisen der Neubaustrecke (links) verbunden. Züge zwischen Hann. Münden und Kassel verkehrten damit vorübergehend über die Neubaustrecke, während die Bestandsstreckengleise (rechts hinten) umgebaut wurden.

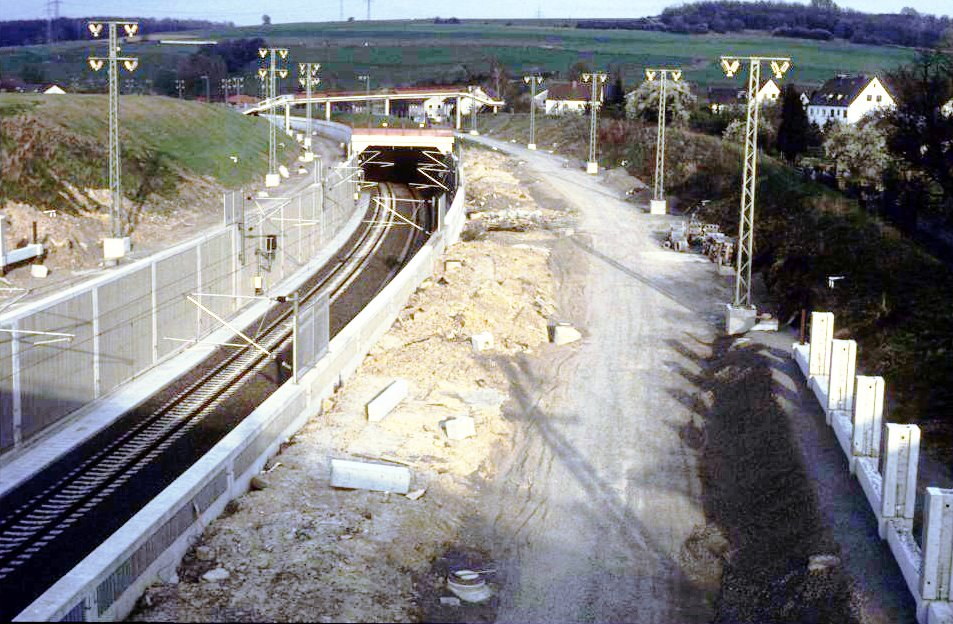
Blick auf das Westportal des Lohbergtunnels, mit vorgelagertem offenen Teil des Kreuzungsbauwerks, etwa zur selben Zeit.

Die bestehenden Gleise wurden mehrfach während des Bauablaufs verlegt.
Im Zuge des Projekts wurden auch zwei Fußgängerbrücken über die Gleise sowie ein Versorgungskanal unter dem Trog erstellt.
Mit der Bauausführung des ursprünglichen Lohbergtunnels war Heid & Franke (München) beauftragt. Als Auftraggeber fungierte die Projektgruppe NBS bei der Bundesbahndirektion Frankfurt am Main der Deutschen Bundesbahn.

### Inbetriebnahme
Das Bauwerk wurde, zusammen mit dem Streckenabschnitt Kassel–Fulda, 1991 in den regulären Betrieb genommen.

### Betrieb
In die Sanierung des Streckenabschnitts Kassel–Göttingen, zwischen dem 23. April 2021 bis 16. Juli 2021, war auch der Tunnel einbezogen. Die Sanierung im Tunnelbereich fiel der DB Bahnbau Gruppe zu.